# Јан Подхрадски
Јан Подхрадски (слч. Ján Podhradský; 31. август 1917 — 15. децембар 1998) био је словачки и југословенски фудбалер. У каријери је играо за две фудбалске репрезентације, Југославију и Словачку.

## Каријера

### Клуб
Фудбал је почео да игра у Словачком шпортском клубу Бачки Петровац (1933-1935). Једну је сезону носио дрес Војводине из Новог Сада (1935/36), а највише се истакао у дресу БСК из Београда за који је наступао у периоду од 1936. до 1939. године. Са „плавима“ је освојио у сезони 1938/39. пето национално првенство.
Играо је на позицији левог крила, а остао је у сећањима као добар техничар и врло користан у комбинаторној и колективној игри.
Пред Други светски рат играо је за СК Штефаник из Старе Пазове (1939-1941), а онда је као Словак отишао у отаџбину својих предака и у дресу СК Братиславе (1941-1947) на 153 званичних утакмица постигао је чак 124 гола.

### Репрезентација
За репрезентацију Југославије одиграо је један меч. Наступио је против Румуније у Београду 6. септембра 1938. године (резултат 1:1).
Четири пута је играо и за репрезентацију Словачке, од 1942. до 1944, постигао је један погодак.
У слободно време је волео да чита књиге. Касније је као пензионер живео у Братислави, где је и преминуо 15. децембра 1998. године.

## Наступи за репрезентацију Југославије
| #  | Датум              | Место   | Противник | Резултат | Гол | Такмичење               |
| -- | ------------------ | ------- | --------- | -------- | --- | ----------------------- |
| 1. | 6. септембар 1938. | Београд | Румунија  | 1:1      | 0   | Куп пријатељских земаља |

## Успеси
- БСК Београд
  - Првенство Југославије: 1939.
- СК Братислава
  - Првенство Словачке: 1942, 1944.